# فلورنس سیموندز
فلورنس سیموندز (انگلیسی: Florence Symonds؛ زادهٔ ۲۰ مهٔ ۲۰۰۲) بازیکن زن راگبی ۷ نفره اهل کانادا است.
وی در مسابقات کشوری و بین‌المللی در مجموع برندهٔ ۱ مدال نقره شده است.